# Basicladus tracyi
Basicladus tracyi är en fjärilsart som beskrevs av Jones 1911. Basicladus tracyi ingår i släktet Basicladus och familjen säckspinnare. Inga underarter finns listade i Catalogue of Life.